# 부피 유동
부피 유동(bulk flow) 부피 유동이란 식물체 내에서 일어나는 물질 수송의 한 형태로 압력에 의한 액체의 움직임으로 물과 유, 무기물 등을 옮기는 현상이다. 부피 유동은 세포 안팎에서나 세포 사이에서 일어나는 근거리 수송인 확산과 능동 수송과는 달리 주로 뿌리에서 잎까지 물을 전달함과 같은 물질의 장거리 수송에 이용된다. 부피 유동을 통한 물질의 수송은 용매인 물의 여러 가지 물리, 화학적인 특성에 의해 일어나는데 이러한 특성에는 물의 수소결합, 수소 결합으로 인한 강한 응집력과 부착력, 표면장력 등이 있다.

## 식물의 부피 유동의 예: 뿌리에서 잎까지 물 수송
- 잎에서 일어나는 과정

식물의 뿌리에서 잎까지 부피 유동을 가능하게 하는 가장 주된 요인은 잎의 증산작용이다. 잎의 엽육세포 세포벽의 미세섬유는 물을 머금고 있는데 여기에서 건조한 공기 쪽으로 물이 증발한다. 이러한 증발 과정이 계속되면 물과 공기의 접촉면이 세포벽 안으로 휘어지게 된다. 이는 물의 표면적을 증가시키고 표면적을 줄이려는 물의 성질(표면장력이 큰 성질)에 따라 세포나 잎 속의 공기층에 있는 물을 당긴다. 따라서 잎맥의 물관에 있는 물을 끌어당기는 현상이 일어나고 이로 인하여 잎 쪽의 물에 장력이 작용하여 압력이 낮아지게 되고 이는 압력이 상대적으로 높은 뿌리 쪽의 물관에서 물을 끌어올리게 하는 힘이 된다.
- 물관에서 일어나는 과정

잎에서 물의 증산작용에 의한 장력으로 물을 끌어올림으로써 줄기 쪽의 물관에는 물분자가 당겨진다. 이때 물의 강한 수소결합력이 물관의 물분자끼리 떨어지지 않게 하여 잎에서의 장력이 물관 전체의 물 기둥을 당기는데 기여한다. 또한 물의 강한 부착력은 물이 물관의 벽에 부착될 수 있게 하여 물의 부피 유동과 반대방향으로 작용하는 중력을 상쇄시킨다.
이런 과정으로 물이 뿌리에서 잎까지 지속적으로 공급된다. 부피유동은 상대적으로 키가 큰 목본식물들이 뿌리에서 잎까지 물을 효율적으로 끌어 올릴 수 있게 하는 주요 수송 방법이다. 또한 부피 유동은 압력에 의한 수송방법으로 높은 곳까지 물을 끌어올리는데 에너지를 소비하지 않으므로 식물의 입장에서 매우 효율적인 수송 방법이다.

## 같이 보기
- 단백질 표적화